# Stefania goini
Stefania goini (tên tiếng Anh: Rana Stefania Del Duida) là một loài ếch thuộc họ Hemiphractidae.
Đây là loài đặc hữu của Venezuela.
Môi trường sống tự nhiên của chúng là vùng núi ẩm nhiệt đới hoặc cận nhiệt đới và sông ngòi.